# 英国48家集团俱乐部
英国48家集团俱乐部（英語：The 48 Group Club）是英国伦敦一家非营利组织，以促进中英贸易关系为目标。组织于1954年成立，当时由伦敦出口公司（London Export Corporation）董事长杰克·佩里率领的48位英国工商界代表访问北京，被誉为中英关系的“破冰者”。组织口号“平等互惠”出自前中国国务院总理周恩来提出的和平共处五项原则。评论人士认为该组织实际上是中国共产党影响英国精英阶级的平台。
48家集团俱乐部的研究院包括托尼·布莱尔、施仲宏、亚历克斯·萨尔蒙德、文德森、肯·利文斯通等政界人物、退休外交官及工商界知名人士。组织主席斯蒂芬·佩里是中国一带一路倡议的支持者，其言论经常被中国官媒转载。2020年2月，佩里赞扬中国应对2019冠状病毒病疫情的措施。
2020年6月，48家集团俱乐部及其主席斯蒂芬·佩里在加拿大、英国、美国发起诽谤官司，试图阻止批评中共的书籍出版。